# 巴德·安德森
	克拉倫斯·埃米爾·安德森（英語：Clarence Emil Anderson，1922年1月13日—2024年5月17日，綽號巴德·安德森（英語：Bud Anderson），是美國空軍一名軍官和第二次世界大戰三重王牌飛行員。戰爭期間，他也是P-51戰鬥機中隊內得分最高的王牌飛行員。
1944年，時年24歲的巴德·安德森在即將結束其在歐洲的兩次戰斗之旅時被提拔為少校，這在提升速度頗為高效的戰時也是極為罕見的。隨後他成為一名試飛員及戰鬥機飛行中隊、聯隊的指揮官並在越南戰爭中服役。
1972年，巴德·安德森以上校身份退役並開始在麥克唐納飛行器公司擔任試飛管理人員。作為全美航空名人堂成員，巴德直至90多歲都還在為美國航空或軍事活動發表演講。2022年，他被榮譽晉升為准將。

## 早年境況
巴德·安德森於1922年1月13日出生在美國加利福尼亞州的奧克蘭，但卻在距離新城堡不遠的一個農場長大。他高中就讀並畢業於奧本的普萊瑟聯合高中。
高中時，巴德·安德森喜愛美式橄欖球和籃球。而他接觸到航空產業要到他高中畢業後在奧克蘭都會機場工作時。當日本在1941年12月7日偷襲珍珠港時，巴德正在薩克拉門托空軍主戰基地工作。

## 服役履歷
1942年1月，在日本偷襲珍珠港後不久，巴德·安德森以航空學員身份入伍並加入美國陸軍。他於加利福尼亞州聖迭戈的林白飛行場完成了初級飛行員培訓，隨後又於亞利桑那州鳳凰城的路克空軍基地完成進階培訓。1942年9月，巴德在加利福尼亞州的漢密爾頓空軍基地獲得美國陸軍航空軍少尉軍銜及飛行徽章。
1942年9月至1943年3月期間，巴德·安德森駕駛貝爾P-39空中眼鏡蛇戰鬥機隨第328戰鬥機大隊下屬的第329戰鬥機中隊駐扎在加利福尼亞州的漢密爾頓空軍基地，隨後遷移至奧克蘭都會機場。1943年3月，巴德被分配到位於內華達州托諾帕的第357戰鬥機大隊轄下的第363戰鬥機中隊。1943年5月到10月期間，他在加利福尼亞州各基地轉移；然後於1943年10月到11月期間轉移到懷俄明州的卡斯珀，最後於1943年11月部署到英國的英格蘭地區。

### 二戰時期
巴德·安德森所屬的第357戰鬥機大隊在第二次世界大戰期間駐扎於英國英格蘭地區的皇家空軍萊斯頓基地，而該大隊也於1944年1月換裝P-51野馬式戰鬥機。巴德在1944年2月5日成功地首次執行飛行任務。

## 個人生活
安德森於2022年邁入100歲，奧本當地也為他舉辦慶宴。而安德森也是最後一位生存的二戰三重王牌飛行員。
2024年5月17日，安德森在家中於奧本家中睡夢離世，享嵩壽102歲。

## 空戰勝績
| 日期                                      | 得分 | 敵機型號     | 戰鬥地點       | 駕駛機型    | 隸屬單位                       |
| ----------------------------------------- | ---- | ------------ | -------------- | ----------- | ------------------------------ |
| 1944年3月8日                              | 1    | Bf 109戰鬥機 | 德国漢諾威     | P-51B戰鬥機 | 第357戰鬥機大隊第363戰鬥機中隊 |
| 1944年4月11日                             | 1    | Bf 109戰鬥機 | 德国漢諾威     | P-51B戰鬥機 | 第357戰鬥機大隊第363戰鬥機中隊 |
| 1944年4月11日                             | 0.20 | He 111轟炸機 | 德国漢諾威     | P-51B戰鬥機 | 第357戰鬥機大隊第363戰鬥機中隊 |
| 1944年4月30日                             | 1    | Fw 190戰鬥機 | 法國奧爾良     | P-51B戰鬥機 | 第357戰鬥機大隊第363戰鬥機中隊 |
| 1944年5月8日                              | 1    | Fw 190戰鬥機 | 德国索爾陶     | P-51B戰鬥機 | 第357戰鬥機大隊第363戰鬥機中隊 |
| 1944年5月12日                             | 1    | Bf 109戰鬥機 | 德国法蘭克福   | P-51B戰鬥機 | 第357戰鬥機大隊第363戰鬥機中隊 |
| 1944年5月27日                             | 2    | Bf 109戰鬥機 | 法國史特拉斯堡 | P-51B戰鬥機 | 第357戰鬥機大隊第363戰鬥機中隊 |
| 1944年5月30日                             | 1    | Bf 109戰鬥機 | 德国舍訥貝克   | P-51B戰鬥機 | 第357戰鬥機大隊第363戰鬥機中隊 |
| 1944年6月29日                             | 3    | Fw 190戰鬥機 | 德国萊比錫     | P-51B戰鬥機 | 第357戰鬥機大隊第363戰鬥機中隊 |
| 1944年7月7日                              | 1    | Bf 109戰鬥機 | 德国萊比錫     | P-51B戰鬥機 | 第357戰鬥機大隊第363戰鬥機中隊 |
| 1944年11月27日                            | 2    | Fw 190戰鬥機 | 德国馬德堡     | P-51D戰鬥機 | 第357戰鬥機大隊第363戰鬥機中隊 |
| 1944年12月5日                             | 2    | Fw 190戰鬥機 | 德国柏林       | P-51D戰鬥機 | 第357戰鬥機大隊第363戰鬥機中隊 |
| 數據來源：《USAF Historical Study No.85》 |      |              |                |             |                                |

## 榮譽嘉獎
巴德·安德森共計獲得25項榮譽及嘉獎。
| - 指揮飛行員 - 一簇銅像樹葉功績勛章 - 四簇銅像樹葉飛行優異十字勳章 - 銅星勳章 - 三簇銀橡樹葉航空獎章 - 美國空軍嘉獎獎章 - 美國空軍總統單位表彰 - 美國空軍傑出單位獎章 - 美國戰役獎章 | - 四星銅製戰役星歐洲—非洲—中東戰役獎章 - 第二次世界大戰勝利獎章 - 一星銅製服役星國防部服役獎章 - 二星銅製服役星越南服役獎章 - 韓國國防服役獎章 - 一簇銀橡樹葉與一簇銅像樹葉美國空軍長期服役獎章 - 小武器專家神射手綬帶 - 法國榮譽軍團勳章 | - 法國銀星英勇十字勳章 - 越南共和國英勇十字勛章 - 越南戰役獎章 - 美國戰鬥機王牌協會終身會員 - 實驗試飛員學會學士 - 航空航天榮譽大道 - 水晶鷹獎 - 國會金質獎章 |

## 傳記作品
- Clarence E. Anderson; Joseph P. Hamelin.  2nd Edition. Pacifica Military History. 1999. ISBN 9780935553345.

## 外部連接
- 飛行與戰鬥 （页面存档备份，存于）——巴德·安德森個人官方網站（英文）
- 巴德·安德森 （页面存档备份，存于）在王牌飛行員（AcePilots.com）網站的介紹（英文）